# Adejoké Bakaré
Adejoké Bakare est une cheffe cuisinière britannique d'origine nigériane. Elle est la première femme noire du Royaume-Uni à obtenir une étoile Michelin,,.

## Biographie
Adejoké Bakare s'installe au Royaume-Uni en 1999. Elle travaille dans divers domaines, notamment la gestion immobilière et la santé et la sécurité. Elle installe une camionnette de restauration de rue à l'extérieur de son église pour organiser des clubs de souper, à travers lesquels elle met en valeur la cuisine ouest-africaine. Elle est entièrement autodidacte.

### Carrière
En 2019, elle remporte le concours Brixton Kitchen dans la catégorie amateur,. En septembre 2020, Adejoké Bakare ouvre Chishuru, un restaurant éphémère à Londres qui se spécialise dans la cuisine moderne d'Afrique de l'Ouest,,,,,. Chishuru continue à avoir plusieurs autres sites éphémères à travers Londres et s'installe définitivement en septembre 2023 à Fitzrovia,. En novembre 2023, la critique gastronomique Charlotte Ivers évalue Chishuru et lui attribue 5/5 étoiles.
Le 5 février 2024, Adejoké Bakare reçoit une étoile Michelin en tant que chef de cuisine du Chishuru et devient la première femme noire du Royaume-Uni à devenir cheffe étoilée Michelin,,. Elle est également la deuxième femme noire au monde pour remporter une étoile Michelin pour son propre restaurant après la cheffe Georgiana Viou en France, qui remporte la sienne en 2023.[Pas dans la source]